# Castlewood, Virginia
Castlewood är en så kallad census-designated place i Russell County i Virginia. Området är kommunfritt men konstituerade 1991 en kommun (town), vilket beslut drogs tillbaka 1997. Vid 2010 års folkräkning hade Castlewood 2 045 invånare.